# Rodenbusch
Rodenbusch ist ein Ortsteil der Gemeinde Hellenthal im Kreis Euskirchen, Nordrhein-Westfalen.

## Lage
Der Ortsteil liegt südöstlich von Hellenthal an der Landesstraße 17.
Rodenbusch ist ein ehemaliges Freigut der Herrschaft Wildenburg. Hier befand sich früher ein Bergwerk.
Im 18. Jahrhundert befand sich Rodenbusch in der Hand der Eifeler Reidtmeisterfamilien Schoeller, Virmond, Bastian und Peuchen.